# John Lydon
John Joseph Lydon (London, 1956. január 31. –) művésznevén Johnny Rotten, angol énekes-dalszerző és műsorvezető. Leginkább a Sex Pistols punkegyüttes énekeseként ismert (1975–1978). A Public Image Ltd (PiL) posztpunk együttes énekese és alapítója. Pályafutása során Lydon több vitatott kijelentést tett a brit királyi családról és más témákról. Az 1980-as évek mozgalmának feltámadása Lydont ikonná tette a Sex Pistolsszal elért sikerei miatt. A Q magazin megjegyezte: „valahogy elérte, hogy nemzeti kinccsé váljon.”
Lydont saját maga létrehozott megjelenése és öltözködési stílusa miatt kérte fel Malcolm McLaren menedzser, hogy legyen a Sex Pistols énekese. A Pistolsszal olyan slágereket szerzett, mint az Anarchy in the U.K., a God Save the Queen és a Holidays in the Sun. A dalaik mondanivalója miatt Nagy-Britanniában „kitört az utolsó és egyben legnagyobb zenei alapú morális zűrzavar”. Az együttes nemzeti felháborodást váltott ki, a média tiltakozott Lydon dalszövegei és bohóckodásaik, köztük az élő adásban való káromkodásuk ellen. Az együttes gyakori szereplése miatt a médiában, Lydont széles körben a punk mozgalom vezéralakjának tartották, habár ezt a nézetet a punk mozgalom tagjai nem osztották. Az együttes negatív fogadtatása ellenére mára a popzene történetének egyik legfontosabb együttesévé váltak.
Lydon 1978-ban lépett ki a Sex Pistolsból, majd megalapította saját együttesét, a Public Image Ltd-t. A zenekar sokkal kísérletezőbb volt, „vitathatatlanul az első posztrock együttes” volt. Habár a Pistols kereskedelmi sikerét nem közelítették meg, az együttes nyolc lemezt és rengeteg kislemezt adott ki, köztük a Public Image, Death Disco és Rise dalokat. 1993-ban szünetre vonultak, 2009-ben alakultak újra. Az elmúlt években Lydon több televíziós műsor házigazdája volt az Egyesült Királyságban, az Egyesült Államokban és Belgiumban. 1993-ban megírta önéletrajzát, amely magyarul Rotten – Íreknek, feketéknek, kutyáknak tilos! – Legendák élve vagy halva címmel jelent meg. A Public Image Ltd szünetelése alatt több szólómunkája is megjelent, köztük az 1997-es Psycho's Path album.

## Gyermekkora
John Lydon 1956. január 31-én született Londonban. Szülei, John Christopher és Eileen Lydon ír munkásosztálybeli bevándorlók voltak. A család egy kétszobás viktoriánus lakásban lakott Észak-London Holloway részében. Akkoriban a terület elszegényedett volt, magas bűnözési rátával. A lakosság főleg ír és jamaikai bevándorlókból állt. Lydon a nyári szüneteket Cork megyében töltötte, édesanyja szülőföldjén, ahol kigúnyolták angol akcentusa miatt. Ezzel az előítélettel állítása szerint még ma is találkozik, annak ellenére, hogy ír útlevele van. John volt a legidősebb a négy fiúgyerek közül, édesanyja gyakori betegeskedése miatt ő törődött az öccseivel. Gyerekként egy ipari terület szélén élt, barátaival sokat játszottak a gyárakban, amikor azok bezártak. Tagja volt az egyik helyi gyerekbandának, gyakran keveredett verekedésbe más bandákkal. Önmagát „nagyon félénk, visszahúzódó” gyereknek írja le. Gyűlölt iskolába járni.
Hétéves korában egy teljes évig kórházban kezelték agyhártyagyulladással. A kezelés alatt hallucinációktól, hányingerrel és fejfájással küzdött. A gyógyítás során folyadékot vettek a gerincéből, ami tartós gerincferdülést okozott. Az agyhártyagyulladás következtében alakult ki a „Lydon-tekintet”. Elmondása szerint a tapasztalat volt „az első lépés Rottenhez”.
Édesapja gyakran a családtól távol dolgozott építkezéstől olajfúrókig. Lydon 10 évesen kezdett el dolgozni mint minitaxi-diszpécser. Itt egy évet töltött, amíg a család anyagi problémákkal küzdött. Utálta a középiskoláját, az islingtoni St William of York Katolikus Iskolát, ahol terrorizálták, de 14 vagy 15 évesen véget vetett ennek és elkezdett küzdeni a tanárok természete ellen. Szerinte ők arra biztatták a gyerekeket, hogy legyenek egyformák, és legyenek azok ellen, akik kilógnak a sorból. Az O-tesztek teljesítése után vitába keveredett az apjával, akinek nem tetszett Lydon hosszú haja. Lydon beleegyezett, hogy levágatja, de lázadásból nemcsak levágatta, hanem zöldre festette. Tizenévesen főleg rockzenekarokat hallgatott, mint a Hawkwind, Captain Beefheart, Alice Cooper és Iggy and the Stooges – ezeket az előadókat édesanyja is szerette, valójában ez zavarba ejtette Lydont. Emellett mainstream előadókat is hallgattak, mint a T. Rexet vagy Gary Glittert.
15 évesen kirúgták az iskolából. Ekkor a Hackney and Kingsway Princeton College állami iskolába került, ahol összebarátkozott John Simon Ritchie-vel, aki Sid Vicious-ként vált ismertté. Lydon adta neki ezt a nevet a szülei hörcsöge után. Lydon és Vicious néhány öregedő hippivel squattingolni kezdtek a gazdag Hampstead területén. Kimaradtak az iskolából, amely messze volt az otthonuktól. Közben nyaranta építkezéseken dolgozott, ebben édesapja is segíteni tudott neki. Később, barátai segítségével, munkát kapott egy játszótéren. Itt fabarkácsolást tanított a gyerekeknek, de kirúgták, miután a szülők panaszt tettek a fura zöldhajúra, akik a gyerekeiket tanította. Lydon és barátai, köztük Vicious, John Gray, Jah Wobble, Dave Crowe és Tony Purcell londoni klubokba kezdtek járni, majd reggae és meleg klubokba. Utóbbit Lydon azért szerette, mert ott „önmagad lehettél, senki nem zavart”.

## Zenei pályafutása

### 1975–1978: Sex Pistols
1975-ben Lydon egyike volt azon fiataloknak, akik gyakran látogatták Malcolm McLaren és Vivienne Westwood boltját, a SEX-et. McLaren akkor tért vissza Amerikából, ahol a New York Dolls protopunk együttessel dolgozott együtt. Angliában elkezdte reklámozni Steve Jones, Glen Matlock és Paul Cook együttesét, a Sex Pistols-t. McLarent lenyűgözte Lydon rongyos megjelenése és egyedi stílusa, főként narancsszínű haja és módosított Pink Floyd trikója (az együttes tagjainak szemeit Lydon kiszúrta, és az együttes neve fölé az Utálom szót írta). Miután bármilyen dallam nélkül elénekelte Alice Cooper I'm Eighteen dalát a bolt zenegépének kíséretében, Lydon lett az együttes énekese.
1977-ben kiadták a God Save the Queen kislemezüket, épp Erzsébet királynő ezüst jubileumának hete alatt. Lydont ekkoriban a dub zene is érdekelte. McLaren állítólag feldühödött, amikor Lydon egy rádióinterjúban megemlített néhány progresszív zenészt mint olyanokat, akik hatással voltak rá.
A Lydon és Glen Matlock közti feszültség egyre nőtt. Ennek a pontos oka nem ismert. Lydon az önéletrajzában Matlockot túl középosztálybelinek írja le, aki „mindig szép dolgokról beszélt, mint a Beatles”. Matlock a saját önéletrajzában az együttesben fellépő feszültséget McLarennek tulajdonította. Matlock kilépett, és helyére Lydon iskolatársát és barátját, John Simon Ritchie-t ajánlotta. Habár Ritchie teljesen alkalmatlan zenész volt, McLaren bevette az együttesbe, mivel beleillett a Pistols imázsába: sápadt, lesoványodott, tüskés hajú fiatal, szétszaggatott ruhákkal és állandó gúnyos mosollyal. Rotten viccből adta neki a Sid Vicious nevet a hörcsögéről, akinek a neve Sid a gonosz volt (Sid the Vicious). A Kit és Morgan Benson által írt életrajza szerint Ritchie azután kapta a nevét, hogy Sid, a hörcsög megharapta, mire Ritchie felkiáltott: „Sid tényleg gonosz!”
Vicious kaotikus kapcsolata barátnőjével, Nancy Spungen-nel, és egyre jobban elmélyülő heroinfüggősége több súrlódást okozott az együttes tagjaival, főleg Lydonnal; a szarkasztikus megjegyzései gyakran súlyosbították a helyzetet. Lydon végül 1978 januárjában vetett véget a Vicious-időszaknak egy költői kérdéssel: „Éreztétek már úgy, hogy becsaptak?” Nem sokkal később McLaren, Jones és Cook Brazíliába utazott, hogy a korábbi vonatrabló Ronnie Biggs-szel készítsenek felvételeket. Lydon visszautasította, hogy velük menjen, az egész ötletet marhaságnak tartotta. Úgy érezte, hogy hőst szeretnének csinálni egy bűnözőből.
A Sex Pistols felbomlását megörökítette Julian Temple filmje, a The Great Rock ’n’ Roll Swindle, amelyben Jones, Cook és Vicious is szerepelt. Matlock csak a már korábban elkészült koncertfelvételeken szerepelt és animált figuraként. Lydon elutasította, hogy bármi köze legyen a filmhez, mivel szerinte McLaren túlságosan beleszólt a filmbe. Habár a Swindle nagy kritikusa lett, évekkel később beleegyezett, hogy Temple rendezze a The Filth and the Fury dokumentumfilmet. A filmbe friss interjúk kerültek az együttes tagjaival. Lydon elcsukló hangon beszélt Vicious hanyatlásáról és haláláról. A Sex Pistols-ról szóló korábbi kiadványokat Lydon elutasította önéletrajzának előszavában. A Rotten szerinte a „lehető legpontosabban írja le a történteket”.

### 1978–1993: Public Image Ltd (PiL)
1978-ban Lydon megalapította a Public Image Limited (PiL) posztpunk együttest. A PiL 14 éves fennállása alatt Lydon maradt az egyetlen állandó tag. Az együttes kezdetben elért néhány kritikai sikert, főleg 1979-es Metal Box (más néven Second Edition) albumukért. Az indusztriális mozgalom több későbbi képviselőjére nagy hatással voltak, de más előadók is megemlítették őket a Red Hot Chili Peppers-től a Massive Attack-ig.
Az együttes első felállásának tagjai Lydon mellett Jah Wooble basszusgitáros és Keith Leven (ex-Clash) gitáros voltak. Ez a felállás három lemezt adott ki: First Issue (más néven Public Image), Metal Box és Paris in the Spring (koncertlemez). Wobble ekkor kilépett, így a The Flowers of Romance-t már csak Lydon és Levene készítette el. Ezután következett a This Is What You Want... This Is What You Get Martin Atkinsszel a doboknál (ő már a Metal Box és The Flowers of Romance albumokon is közreműködött); az albumon szerepelt az együttes legnagyobb slágere, a This Is Not a Love Song, mely 1983-ban a listák 5. helyéig jutott.
Lydon 1983-ban együtt játszott Harvey Keitellel a Rendőrgyilkos című filmben. Habár a filmet általában bírálták, Lydon alakítását dicsérték. Lydon ezután több filmben feltűnt kisebb szerepekben.
1984-ben Lydon együtt dolgozott a Time Zone-nal az együttes legismertebb kislemezén, a World Destruction-ön. A kislemez a rap-rock egyik első példája volt. A kislemezen szerepelt továbbá Bernie Worrell, Nicky Skopelitis és Aïyb Dieng, később mindegyikük közreműködött a PiL Albumán. A lemez (amely ismert Compact Disc és Casette néven is) legtöbb dalát Lydon és Bill Laswell (basszusgitáros és producer) szerezte. A többi közreműködő stúdiózenész volt: Jonas Hellborg, Steve Vai és Ginger Baker. Akárcsak az előző album, ez is tartalmazott egy slágert, az apartheid-ellenes Rise-ot.
1987-ben egy új felállás jött létre Lydonnal, John McGeoch gitárossal (korábban a Magazine, a Siouxsie and the Banshees és a The Armoury Show tagja), Allan Dias basszusgitárossal, Bruce Smith dobossal és Lu Edmundsszal. Ez a felállás készítette el a Happy?-t, és Lu Edmunds kivételével az 1989-es 9-t. 1992-ben Curt Bisquera dobos és Gregg Arreguin csatlakozott Lydonhoz, Diashoz és McGeochhoz a That What Is Not albumra. A lemezen közreműködött a Tower of Power és Jimmie Wood. Lydon, McGeoch és Dias megírták a Criminal dalt a Holtpont filmhez. Az együttes 1993-ban bizonytalan ideig tartó szünetre vonult.

### 1993–2006: Szólóalbum, önéletrajz és sztárság
1993-ban megjelent Lydon első önéletrajza, a Rotten: No Irish, No Blacks, No Dogs (magyarul Rotten – Íreknek, feketéknek, kutyáknak tilos! – Legendák élve vagy halva címmel jelent meg). A könyv írásában segített Keith és Kent Zimmerman, valamint közreműködött még Paul Cook, Chrissie Hynde, Billy Idol és Don Letts. A könyv Lydon életét dolgozza fel a Sex Pistols széthullásáig. Lydon állítása szerint a könyv „a lehető legközelebb van a valósághoz. Az eseményeket belülről mutatja be. A könyvben szereplő emberek mind ott voltak, és ez a könyv az ő szemszögüket is tartalmazza, csakúgy, mint az enyémet. Ez azt jelenti, hogy az ellentmondások és sértések nem lettek szerkesztve, csakúgy, mint a dicséretek, már ha voltak. Nincs időm hazugságokra és fantáziálásra, neked is így kellene tenned. Élvezd vagy halj meg.” 2005 decemberében Lydon elmondta a Q magazinnak, hogy dolgozik a következő önéletrajzán, mely a PiL-ben töltött éveket mondja majd el.
Az 1990-es évek közepén Lydon a Rotten Day rádióműsor házigazdája volt. A műsor alapötlete az volt, hogy visszanéznek az adott nap történt könnyűzenei eseményeire, melyeket Lydon cinikusan kommentál. A show eredetileg Gimarc könyvét, a Punk Diary 1970–79-t népszerűsítette volna, de Lydon csatlakozása után a 20. század teljes második felének eseményeit érintették.
1997-ben a Virgin Records kiadta Lydon szólólemezét, a Psycho's Path-et. Az összes dalt ő írta, és az egész albumot egyedül rögzítette. A Sun című dalban WC-papír gurigán keresztül énekel. Nem ért el számottevő kereskedelmi sikert, a kritikusok is vegyes érzelmekkel fogadták. Az amerikai kiadáson szerepelt a Leftfield Open Up dalának The Chemical Brothers által újrakevert változata, melyen Lydon énekel. Ez a dal hallható az All Star Baseball 2000 játék menüjében. A dal nagy siker volt az Egyesült Államokban és Angliában is. John Lydon egy további szólóalbumot is rögzített, de ez nem jelent meg. Az egyik dal felkerült a The Best of British £1 Notes válogatásra.
1997 novemberében Lydon szerepelt a Judge Judy műsorban, amely Lydon korábbi turnédobosa, Robert William által benyújtott keresetet tárgyalt (szerződésszegés és testi sértés). Lydon megnyerte a pert, de Judy Sheindlin bírónő nem volt elragadtatva Lydon bohóckodásaitól és többször csendre intette.
2000-ben Lydon a rövid életű VH1-műsor, a Rotten TV házigazdája volt. A műsorban Lydon fanyar megjegyzéseket tett az amerikai politikára és a popkultúrára. Az egyik részben Neil Youngot próbálta megleckéztetni, amiért nem jött el a műsorba. Lydon viccet csinált Young énekstílusából, és megjegyezte, hogy Young királynak kiáltotta ki Johnny Rottent a Hey Hey, My My (Into The Black) című dalban.
2003-ban szerepelt Richard Belzer összeesküvés-elméleteket tárgyaló műsorában, a The Belzer Connection-ben. Az epizód Diana hercegnő halálát tárgyalta. Lydon a Brit királyi család érintettségének feltételezésére így válaszolt: „Ha a királyi család meg akart volna ölni valakit, akkor már rég megszabadultak volna tőlem.” A műsor csak két adást élt meg.
2004 januárjában Lydon részt vett a Celeb vagyok... ments ki innen brit valóságshowban, amely Ausztráliában játszódott. Bebizonyította, hogy még mindig képes sokkolni, a nézőket többször „kibaszott picsáknak” nevezte élő adásban. A tv-csatornához 91 panasz érkezett Lydon nyelvhasználatára.
Egy, a skót Sunday Mirror-nak adott interjújában Lydon elmondta, hogy neki és a feleségének már 1988. december 21. óta halottnak kellene lennie. Hála a felesége sokáig tartó csomagolása által okozott késéseknek lekésték a Pan Am 103-as járatát. Lydon ebben az interjúban elmondta, hogy azért hagyta el a Ments ki innen!-t, mert félt a Pan Am incidens miatt, és a stáb nem volt hajlandó elmondani neki, hogy felesége sikeresen megérkezett-e Ausztráliába. A show első része előtt adott interjújában Lydon „gagyinak” nevezte azt, és a showban töltött idő alatt nem változtatott álláspontján. Több alkalommal fenyegetőzött visszalépéssel. Harminc órával Neil Ruddock távozása után Lydon is elhagyta a műsort tisztázatlan körülmények miatt, habár láthatóan mérges volt egyik társára. Egy brit újság szerint Lydon és Ruddock 100 fontban fogadott, hogy melyikük marad bent tovább. Lydon azt állította, úgy érezte, hogy megnyerte volna a műsort, és ez igazságtalan lett volna a többi hírességgel szemben.
A Celeb vagyok... után egy rovarokról és pókokról szóló dokumentumműsort vezetett a Discovery Channelen John Lydon's Megabugs címmel. A Radio Times „inkább lelkes mint szakértőnek” írta le. Két további műsora volt: a John Lydon Goes Ape, melyben gorillákat keresett Közép-Amerikában, és a John Lydon's Shark Attack, melyben cápákkal úszott Dél-Afrika partjainál.
2005-ben a Reynebeau & Rotten műsorban tűnt fel. Ez egy ötrészes dokumentumsorozat volt a belga Canvas csatornán, melyben Marc Reynebeau belga újságíró Lydon kíséretével járta be Nagy-Britanniát egy Rolls Royce-szal. Amikor megkérdezték, miért pont őt választották, Lydon azt mondta, ő volt a legolcsóbb. A műsor leadása után Lydon elégedetlen volt az utómunkálatokkal. Szerinte a műsor inkább a vicces, bohóckodó oldalát mutatta be, míg a személyes véleményét és filozofikus beszélgetéseit kivágták. Lydon felháborodott azon, hogy a cég a Sex Pistols dalait használta fel anélkül, hogy engedélyt kértek volna az együttes még élő tagjaitól.
Lydon egy rövid műsorral jelentkezett a Current TV-n, melyben reagált a The Doors billentyűsének, Ray Manzarek műsorára. Manzarek azt tanácsolta a fiataloknak, hogy „szard el az agyadat”. Főleg a 25 éves nőkhöz szólt, mert „nem tart már sokáig”. Lydon válogatott szavakkal kritizálta Manzareket, és a fiataloknak elmondta, a lehető legjobb, amit tehetnek, hogy tanulnak, mert a tudás ingyenes. 2008-ban Lydon egy Country Life vaj-reklámban szerepelt a brit TV-ben. Emiatt többen kritizálták, mondván eladta magát.
Lydon azzal védte döntését, hogy szüksége volt a pénzre a Public Image Ltd újraalapításához. A reklám eredményesnek bizonyult, a gyártó eladásai 85%-kal nőttek a következő negyedévben, amit a médiában Lydon szereplésének tulajdonítottak.

### 2006–2009: Újra együtt a Sex Pistols

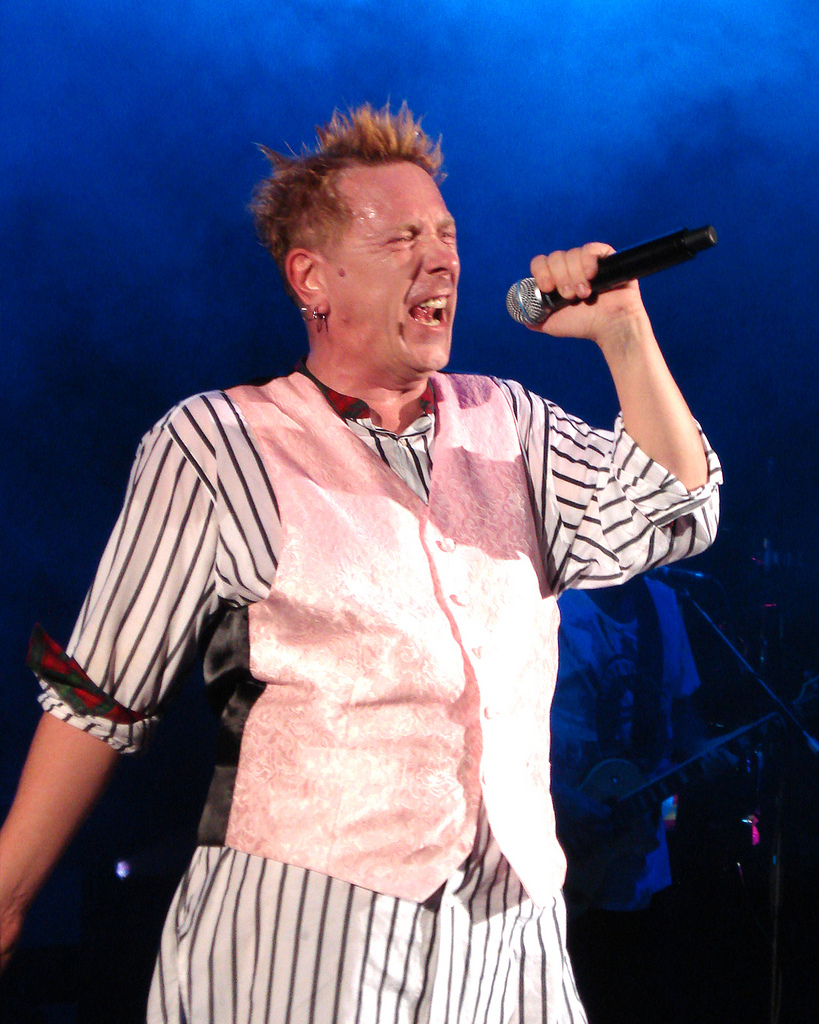
John Lydon (2008)

Habár Lydon évekig tagadta, hogy a Sex Pistols még valaha összeállna, az 1990-es évek alatt (basszusgitáron Matlockkal) több koncertet is adtak. 2004-ben Lydon nyilvánosan megtiltotta, hogy a Sex Pistols bármelyik dala felkerüljön a Rhino Records No Thanks!: The 70s Punk Rebellion box setjére. 2006-ban az együttest beiktatták a Rock and Roll Hall of Fame-be, de megtagadták, hogy részt vegyenek a ceremónián vagy elismerjék a kitüntetést. Véleményük szerint a múzeum ellene van mindannak, amit az együttes képviselt.
2007 júniusában Lydon, Jones és Cook újra felvette a Pretty Vacant-öt egy Los Angeles-i stúdióban a Skate játékhoz. Még abban a hónapban Lydon úgy nyilatkozott, hogy lehet, hogy a Sex Pistols ad néhány koncertet karácsony környékén. A Guitar Hero III játékhoz újra felvették az Anarchy in the U.K.-t.
Szeptemberben Lydon bejelentette, hogy a Sex Pistols 2007. november 8-án ad egy koncertet a Brixton Academy-ben a Never Mind the Bollocks megjelenésének 30. évfordulója alkalmából. Az érdeklődés miatt négy további koncertet tartottak, valamint felléptek Manchesterben és Glasgowban. 2008 nyara során felléptek az Isle of Wight, Peace & Love, Electric Picnic, Lokerse Feesten, Live at Loch Lomond, Open'er, Paredes de Coura, Traffic Free, EXIT és Sziget fesztiválokon.

### 2009–napjainkig: A PiL egyesül

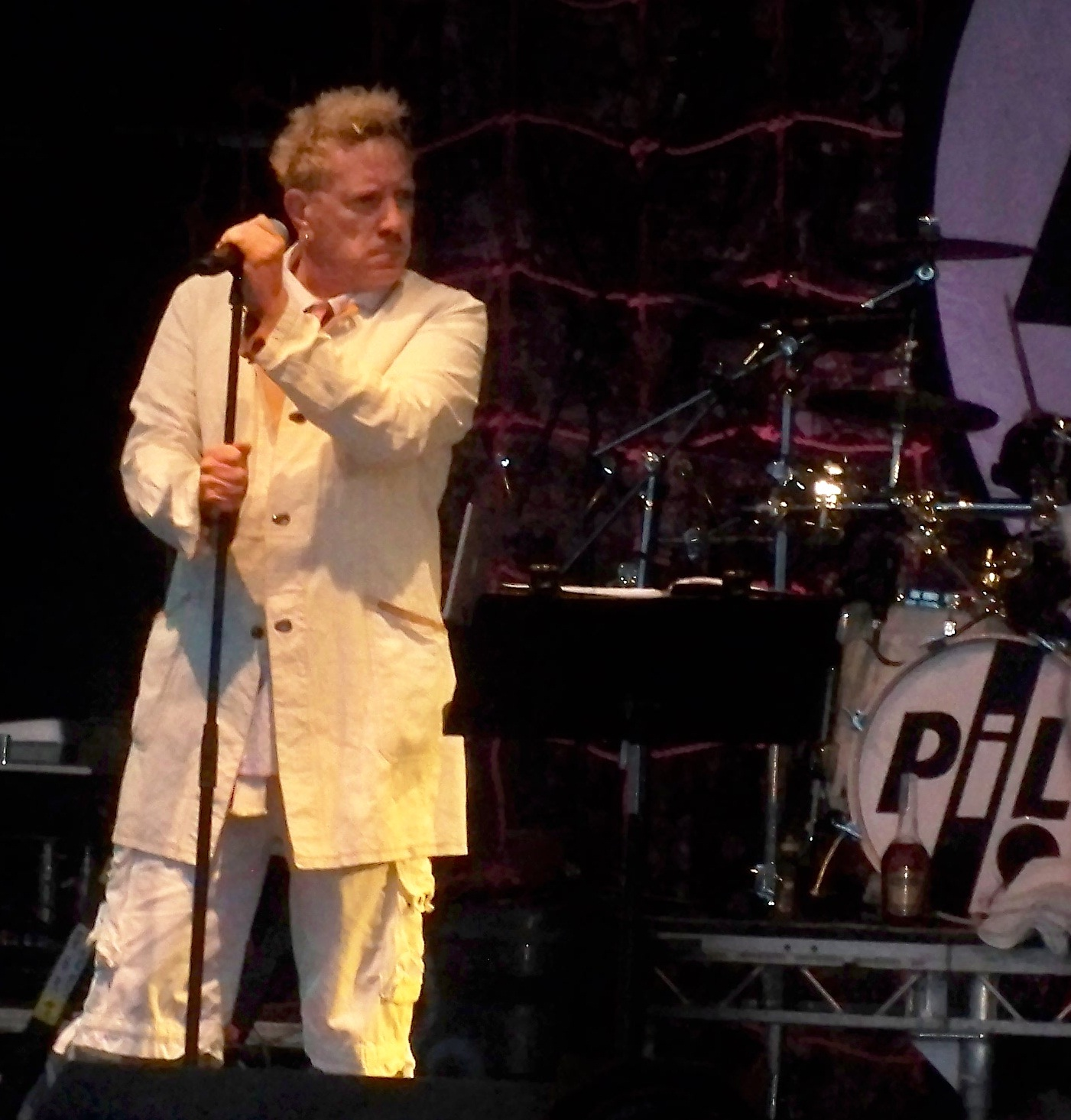
John Lydon a PiL-lel a 2011-es Guilfesten

2009 szeptemberében bejelentették, hogy a PiL (Bruce Smith-szel és Lu Edmond-szal) egyesül néhány karácsonyi koncertre az Egyesült Királyságban. Az egyesülést Lydon egy reklámból szerzett bevételéből finanszírozta.

## Magánélete
Lydon házas, felesége Nora Forster, egy német kiadó örököse. Ő a mostohaapja Forster lányának, Ari Upnak, aki 2010-es haláláig a The Slits posztpunk-együttes énekese volt. Lydon Los Angelesben él. A szülei római katolikus hitben nevelték fel Lydont és testvéreit, de Lydon „sosem gondolta, hogy az Istennek köze van ennek az életnek nevezett lehangoló létezéshez”.
Lydon iskolás kora óta nagy rajongója Oscar Wilde-nak: „kibaszott zseniális volt, amit csinált. Micsoda hozzáállás az élethez! ... Belőle lett a legnagyobb fószer a Földön, egy olyan időben, amikor ez elfogadhatatlan volt. Micsoda zseni!”

### Politikai és társadalmi kritikája
Amióta csak ismert, Lydon a brit politika és társadalom éles bírálója. Mivel a munkásosztályból származik, erősen ellenzi az osztályrendszer. Szerinte a magániskolák „kis sznobokat képez. A felsőbbrendűségre tanítják őket, ami a halál csókja... Teljesen elszarják az életüket.” Bírálja a felsőbb osztályokat, szerinte ők „a népességen élősködnek, miközben a barátaik segítenek nekik”, de a munkásosztályt is többször kritizálta, őket így írja le: „Lusták vagyunk, semmire sem jó rohadékok, tökéletes munkakerülők, [akik] sosem vállalnak felelősséget a saját életükért, és ez az, amiért örökre el leszünk taposva.” Az iskolai megkülönböztetés minden formáját ellenzi, nemcsak a magán- és állami intézmények esetében, de a nem koedukált iskoláknál is; „Semmi értelme sincs. Sokkal jobb, ha vannak a környezetben lányok is. Sokkal többet tanulsz, mert a változatosság érdekesebbé teszi a dolgokat.”
Az északír-konfliktusban harcoló félkatonai szervezetek ellen is felszólalt, megjegyezte, hogy mind az IRA, mind pedig az UDA „olyan, mint két mafia szervezet, akik egymást öldösik... Mindketten kilövik a zsaroló rakétáikat és vég nélkül gyötrik az embereket.” Szerinte „Az észak-írországi probléma egy borzasztó dolog, és csak a nem érintettek közönyössége az, ami fenntartja”, de a legfőbb kiváltó oka szerinte kétségtelenül a brit kormány kizsákmányoló hozzáállása volt.

## Diszkográfia

### Sex Pistols
Stúdióalbum
- Never Mind the Bollocks, Here’s the Sex Pistols (Virgin, 1977)

Válogatás- és koncertalbumok
- The Great Rock ’n’ Roll Swindle (Virgin, 1979)
- Some Product: Carri on Sex Pistols (Virgin, 1979)
- Flogging a Dead Horse (Virgin,1980)
- Kiss This (Virgin, 1992)
- Never Mind the Bollocks / Spunk (avagy This is Crap) (Virgin, 1996)
- Filthy Lucre Live (Virgin, 1996)
- The Filth and the Fury (Virgin, 2000)
- Jubilee (Virgin, 2002)
- Sex Pistols box set (Virgin, 2002)

Kislemezek
- Anarchy in the U.K. – 1976
- God Save the Queen – 1977
- Pretty Vacant – 1977
- Holidays in the Sun – 1977
- (I'm Not Your) Stepping Stone – 1980
- Anarchy in the UK (új kiadás) – 1992
- Pretty Vacant (koncertfelvétel) – 1996
- God Save the Queen (új kiadás) – 2002

### Public Image Ltd
Stúdiólemezek
- First Issue (Virgin, 1978)
- Metal Box (a.k.a. Second Edition) (Virgin, 1979)
- The Flowers of Romance (Virgin, 1981)
- Commercial Zone (PiL Records, 1983)
- This Is What You Want... This Is What You Get (Virgin, 1984)
- Album (Virgin, 1986)
- Happy? (Virgin, 1987)
- 9 (Virgin, 1989)
- That What Is Not (Virgin, 1992)
- This is PiL (PiL Official, 2012)

Válogatáslemezek
- Paris au Printemps (Virgin, 1980)
- Live in Tokyo (Virgin, 1983)
- The Greatest Hits, So Far (Virgin, 1990)
- Plastic Box (Virgin, 1999)

Kislemezek
- Public Image – 1978
- Death Disco – 1979
- Memories – 1979
- Flowers of Romance – 1981
- This Is Not a Love Song – 1983
- Bad Life – 1984
- Rise – 1986
- Home – 1986
- Seattle – 1987
- The Body – 1987
- Disappointed – 1989
- Don't Ask Me – 1990
- Cruel – 1992
- One Drop – 2012

### Szólómunkák
Stúdióalbum
- Psycho's Path (Virgin, 1997)

Válogatáslemezek
- The Best of British £1 Notes (Virgin/EMI, 2005)

Kislemezek
- Open Up (a Leftfielddel) – 1993
- Sun – 1997

### Egyéb közreműködések
Time Zone
- World Destruction – 1984 – kislemez

The Lydons and The O'Donnells
- Family Album (MBC records, 1986) – stúdióalbum

## Vitatott esetek

### A 2008-as Ritz Carlton Hotel incidens
Lydon az állítások szerint 2008. január 23-án Marina del Reyben részt vett egy bűncselekmény-sorozatban, amely szexuális zaklatást, fizikai bántalmazást és tettlegességet foglalt magában. Roxane Davis, aki a Battle Of The Bands TV-műsor egyik munkatársa volt, azt állította, hogy Lydon arcon ütötte, ordítozott rá és többször „picsának” nevezte.
Lydon volt a műsor zsűrijének egyik tagja, és Davis volt megbízva a zsűritagok igényeinek kiszolgálásával. A Belfast Telegraph-ban megjelent cikk szerint Lydon először elutasította, hogy a Radisson Hotelben szállásolják el, mivel a szállodát színvonalon alulinak találta. Miután őt és személyi asszisztensét elhelyezték a Ritz Carltonban, Lydon az állítások szerint felbőszítette a hotel személyzetét, mivel nem kapott olyan szobát, amely az asszisztense szobájába nyílott volna. A kereset szerint amikor Davis hallotta, amint Lydon a hotel egyik alkalmazottjával kiabál, odament az énekeshez, mire az vele kezdett el kiabálni. Miután Davis bocsánatot kért, Lydon és asszisztense szexuális jelzőket és obszcén sértéseket kiabáltak utána, majd Lydon arcon ütötte. Davis állítólag 19 vádpontban kezdeményezett jogi eljárást. 2008 júniusában Davis pert kezdeményezett, és négy hónappal később kibővítette a keresetet. 2010. január 28-án azonban Davis ügyvédjei kitöltöttek egy iratot, mely szerint az ügy megoldódott, habár a feltételeket nem tették közzé.

### A 2008-as Summercase incidens
Kele Okereke, a Bloc Party énekese azt állította, hogy Lydon kíséretének három tagja rasszista fizikai és verbális támadást intéztek ellene. A támadás során néhány súlyos zúzódást szerzett az arcán és az ajka is felrepedt. Az esetre 2008. július 19-én került sor a barcelonai Summercase fesztivál alatt, miközben az együttesek a színfalak mögött beszélgettek. Az NME-nek tagadta, hogy bármi köze lett volna a támadáshoz. A bejelentés után Gruff Rhys, a Super Furry Animals énekese Okereke oldalára állt: „amit Kele mondott, az igaz, minden megtörtént.”
A brit bulvárlap az incidens kapcsán rasszizmussal vádolta Lydont, aki ezt hevesen elutasította a The One Show-ban. A vádakat „kegyetlennek” és „bántónak” nevezte. Így beszélt erről:
„Az unokáim jamaikaiak. Ez az egész sértő rájuk és rám nézve is amikor olyan cikkeket olvasok, amelyeket gond nélkül kinyomtatnak teljesen alaptalanul, és ezt tehetik egy olyan emberrel, mint én, és rasszistának neveznek, holott az egész életemben ennek az ellenkezője bizonyosodott be.”
Amikor megkérdezték tőle, hogy rasszista-e, így felelt:
„Egyáltalán nem. És bárki, aki ezt meri állítani, találkozik velem a bíróságon – érthető?”

### A 2008-as Duffy incidens
A 2008-as Mojo díjátadón Duffy walesi énekesnő megpróbált köszönni Lydonnak, amikor elmondása szerint „[Lydon] szó szerint a falhoz vágott, karját a torkomra fogta. Picsának nevezett.” Más források eltérően írják le az eseményeket: Lydon „épp interjút adott, háttal az ajtónak, Duffy pedig nekiment és megragadta. Ekkor Lydon megfordult, hogy félreérthetetlenül tudtára adja, hogy szálljon le róla.” Lydon később azt állította, nem ismerte fel Duffyt: „az emberek megpróbálnak rámkenni valamit. Nem tudom, ki ez a Duffy alak, vagy miért akar hírverést csinálni ebből. Interjút adtam, amikor mögém jött – semmit nem láttam. 30 éve vagyok együtt a feleségemmel, és úgy neveltek fel, hogy legyek udvarias és tisztelettudó az emberekkel, főleg a nőkkel.”
Adam Sherwin, a The Times-tól látta az incidenst és Lydontól eltérően írja le a történteket, a fizikai támadást Lydon személyes asszisztensének tulajdonítja.

### A 2010-es izraeli fellépés
Lydon 2010 augusztusában Izraelben lépett fel a Public Image Ltd-vel. Elutasította a kéréseket, hogy mondja le a koncertet.
„Kikérem magamnak a feltételezést, miszerint én jobboldali náci zsidóknak fogok játszani. Ha a kibaszott Elvis Costello lemondja az egyik izraeli koncertjét, mert hirtelen megszánta a palesztinokat, az az ő dolga. Nekem egy szabályom van, OK? Amíg látok egy arab országot, egy muzulmán országot, demokráciával, addig nem értem, hogy lehet valakinek baja azzal, ahogy bánnak velük.”
Lydon hozzátette:
„Az embereknek fogok játszani. Nem a kormánynak vagy bármi másnak... Emberi lényeknek játszom, és megtagadni az ehhez való jogomat és a zenét politikai eszközzé alakítani számomra taszító és nagyon, nagyon rossz. Hello, arab országok, ti nem hívtok engem. Nincs akadálya, hogy a határ mindkét oldalán játsszak. Természetesen rengeteg szörnyű politikai játszma folyik odalent, de a világ minden táján ez van. Nem választhatod el magad a közönségedtől a politikai erők miatt. Mármint, kormányellenes vagyok – és egész életemben az is voltam – és jó hangosan és tisztán kimondhatom, büszke vagyok, amiért Izraelben vagyok. Rengeteg gyűlölködő mailt kaptunk, megesik, Izraelbe menni valamiféle politikai indiszkréció. Azt mondom: Ne legyetek ennyire tudatlanok – itt John beszél és bajt fogok keverni, de zeneileg.”

### A Johnny Rotten név eredete
John Lydon művészneve, a Johnny Rotten eredetének két magyarázata van. Az egyik a Daily Telegraph-ban jelent meg egy 2007-es interjúban. Lydon akkor azt nyilatkozta, hogy a nevet az 1970-es évek közepén kapta, mivel az orális higiénia hiánya folytán a fogai bezöldültek. Egy másik történet szerint a Sex Pistols gitárosa, Steve Jones adta neki ezt a nevet. Amikor meglátta Lydon fogait, felkiáltott: „Te rothadt vagy, te tényleg az vagy!” („You're rotten, you are!”)
2008-ban Lydon átfogó dentális beavatkozáson esett át Los Angelesben, mely állítólag 22 000 dollárba került. Lydon elmondta, hogy a beavatkozás nem hiúságból történt: „Szükség volt rá... azok a rothadt fogak elkezdték komolyan tönkretenni a szervezetemet.”

## Fordítás
Ez a szócikk részben vagy egészben  a   John Lydon című angol Wikipédia-szócikk fordításán alapul.  Az eredeti cikk szerkesztőit annak laptörténete sorolja fel. Ez a jelzés csupán a megfogalmazás eredetét és a szerzői jogokat jelzi, nem szolgál a cikkben szereplő információk forrásmegjelöléseként.